# Comuna Uhrî, Horodok
Uhrî (în ucraineană Угри) este o comună în raionul Horodok, regiunea Liov, Ucraina, formată din satele Cerleanî, Cerleanske Peredmistea, Stodilkî și Uhrî (reședința).

## Demografie
Componența lingvistică a comunei Uhrî
     Ucraineană (99,75%)
     Alte limbi (0,22%)
Conform recensământului din 2001, majoritatea populației comunei Uhrî era vorbitoare de ucraineană (99,75%), existând în minoritate și vorbitori de alte limbi.